# Транспорт Малайзії
Транспорт Малайзії представлений автомобільним , залізничним , повітряним , водним (морським і річковим)  і трубопровідним , у населених пунктах  та у міжміському сполученні діє громадський транспорт пасажирських перевезень. Площа країни дорівнює 329 847 км² (67-ме місце у світі). Форма території країни — складна, складена з двох масивів (Малакський півострів та північно-західна частина острова Калімантан); максимальна дистанція для півострівної частини з півночі на південь — 720 км, зі сходу на захід — 320 км; для острівної частини найдовша відстань дорівнює ~1000 км, найширша — 235 км, найвужче місце (на кордоні Сабаху і Сараваку) — 35 км. Географічне положення Малайзії дозволяє країні контролювати транспортні шляхи з Європи і Африки до Східної Азії та зі Східної Азії до Австралії.

## Автомобільний
Загальна довжина автошляхів у Малайзії, станом на 2012 рік, дорівнює 144 403 км, з яких 116 169 км із твердим покриттям (1 821 км швидкісних автомагістралей) і 28 234 км без нього (33-тє місце у світі).

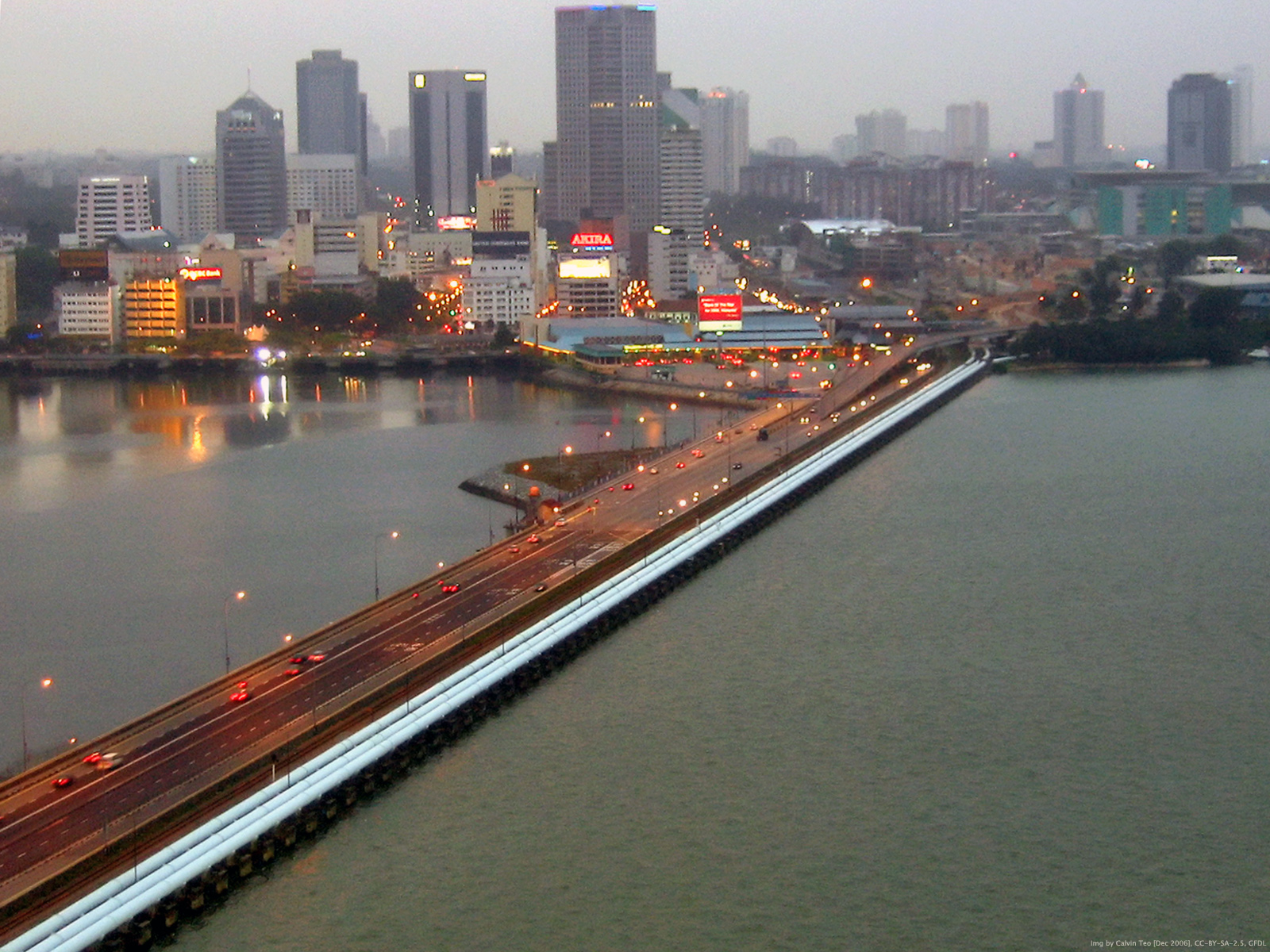
Шосе, що сполучає Джохор з Сінгапуром

## Залізничний
Загальна довжина залізничних колій країни, станом на 2014 рік, становила 1 849 км (74-те місце у світі), з яких 59 км стандартної 1435-мм колії (59 км електрифіковано), 1 792 км вузької 1000-мм колії (339 км електрифіковано).

## Повітряний
У країні, станом на 2013 рік, діє 114 аеропортів (51-ше місце у світі), з них 39 із твердим покриттям злітно-посадкових смуг і 75 із ґрунтовим. Аеропорти країни за довжиною злітно-посадкових смуг розподіляються так (у дужках окремо кількість без твердого покриття):
- довші за 10 тис. футів (>3047 м) — 8 (0);
- від 10 тис. до 8 тис. футів (3047-2438 м) — 8 (0);
- від 8 тис. до 5 тис. футів (2437—1524 м) — 7 (0);
- від 5 тис. до 3 тис. футів (1523—914 м) — 8 (6);
- коротші за 3 тис. футів (<914 м) — 8 (69)[1].

У країні, станом на 2015 рік, зареєстровано 12 авіапідприємств, які оперують 263 повітряними суднами. За 2015 рік загальний пасажирообіг на внутрішніх і міжнародних рейсах становив 50 млн осіб. За 2015 рік повітряним транспортом було перевезено 2,0 млрд тонно-кілометрів вантажів (без врахування багажу пасажирів).
У країні, станом на 2013 рік, споруджено і діє 4 гелікоптерні майданчики.
Малайзія є членом Міжнародної організації цивільної авіації (ICAO). Згідно зі статтею 20 Чиказької конвенції про міжнародну цивільну авіацію 1944 року, Міжнародна організація цивільної авіації для повітряних суден країни, станом на 2016 рік, закріпила реєстраційний префікс — 9M, заснований на радіопозивних, виділених Міжнародним союзом електрозв'язку (ITU). Аеропорти Малайзії мають літерний код ІКАО, що починається з — WM, WB.

## Водний

### Морський
Головні морські порти країни: Бінтулу, Джохор-Бару, Пенанг, Келанг, Танджунг-Пелепас. Річний вантажообіг контейнерних терміналів (дані за 2011 рік): Пенанг — 1,20 млн, Келанг — 9,45 млн, Танджунг-Пелепас — 7,3 млн контейнерів (TEU).
Морський торговий флот країни, станом на 2010 рік, складався з 315 морських суден з тоннажем понад 1 тис. реєстрових тонн (GRT) кожне (31-ше місце у світі), з яких: балкерів — 11, суховантажів — 83, інших вантажних суден — 2, танкерів для хімічної продукції — 47, контейнеровозів — 41, газовозів — 34, вантажно-пасажирських суден — 4, нафтових танкерів — 86, ролкерів — 2, автовозів — 5.
Станом на 2010 рік, кількість морських торгових суден, що ходять під прапором країни, але є власністю інших держав — 26 (Данії — 1, Гонконгу — 8, Японії — 2, Російської Федерації — 2, Сінгапуру — 13); зареєстровані під прапорами інших країн — 82 (Багамських Островів — 13, Індії — 1, Індонезії — 1, Острову Мен — 6, Мальти — 1, Маршаллових Островів — 11, Панами — 12, Папуа — Нової Гвінеї — 1, Філіппінам — 1, Сент-Кіттсу і Невісу — 1, Сінгапуру — 27, Таїланду — 3, Сполучених Штатів Америки — 2, невстановленої приналежності — 2).

### Річковий
Загальна довжина судноплавних ділянок річок і водних шляхів, доступних для суден з дедвейтом більше за 500 тонн, 2011 року становила 7 200 км (19-те місце у світі). 3 200 км на Малаккському півострові, 4 000 км на острові Калімантан (1 500 км у провінції Сабах, 2 500 км у провінції Саравак).

## Трубопровідний
Загальна довжина газогонів у Малайзії, станом на 2013 рік, становила 6,8 тис. км; трубопроводів зрідженого газу — 155 км; нафтогонів — 1 937 км; інших трубопроводів — 43 км; продуктогонів — 114 км; водогонів — 26 км.

## Державне управління
Держава здійснює управління транспортною інфраструктурою країни через міністерство транспорту. Станом на 8 листопада 2016 року міністерство в уряді Наджиба Разака очолював Ліов Тіонг Лай.

### Українською
- Атлас. 10-11 клас. Економічна і соціальна географія світу / упорядники :  О. Я. Скуратович, Н. І. Чанцева. — К. : ДНВП «Картографія», 2010. — ISBN 978-966-475-639-3.
- Атлас світу / голов. ред. І. С. Руденко ; зав. ред. В. В. Радченко ; відп. ред. О. В. Вакуленко. — К. : ДНВП «Картографія», 2005. — 336 с. — ISBN 9666315467.
- Безуглий В. В. Економічна і соціальна географія зарубіжних країн : Навчальний посібник. — К. : ВЦ «Академія», 2007. — 704 с. — ISBN 978-966-580-239-6.
- Безуглий В. В., Козинець С. В. Регіональна економічна і соціальна географія світу : Навчальний посібник. — видання 2-ге, доп., перероб. — К. : ВЦ «Академія», 2007. — 688 с. — ISBN 966-580-144-9.
- Головченко В., Кравчук О. Країнознавство: Азія, Африка, Латинська Америка, Австралія і Океанія. — К., 2006. — 335 с. — ISBN 966-8939-04-2.
- Дахно І. І. Країни світу: Енциклопедичний довідник / І. І. Дахно, С. М. Тимофієв. — К. : Мапа, 2011. — 606 с. — (Бібліотека нового українця) — ISBN 978-966-8804-23-6.
- Дахно І. І. Економічна географія зарубіжних країн : навчальний посібник. — К. : Центр учбової літератури, 2014. — 319 с. — ISBN 978-611-01-0682-5.
- Дорошенко В. І. Географія транспорту : Навчальний посібник / В. І. Дорошенко, К. Д. Діденко. — К. : Київський нац. ун-т ім. Т. Шевченка, 2010. — 183 с. — ISBN 978-966-439-329-1.
- Дубович І. А. Країнознавчий словник-довідник. — 5-те вид., перероб. і доп. — К. : Знання, 2008. — 839 с. — ISBN 978-966-346-330-8.
- Економічна і соціальна географія країн світу : Навчальний посібник / За ред. С. П. Кузика. — Л. : Світ, 2002. — 672 с. — ISBN 966-603-178-7.
- Зарубіжна транспортна географія : навчальний посібник / уклад. : Петрашевський О. Л. и др. — К. : Національний транспортний університет, 2015. — 95 с. — ISBN 978-966-632-227-5.
- Ігнатьєв П. М. Країнознавство: Країни Азії. — Ч. : Книги-ХХІ, 2004. — 383 с. — ISBN 966-8029-53-4.
- Книш М. М., Мамчур О. І. Регіональна економічна і соціальна географія світу (Латинська Америка та Карибські країни, Африка, Азія, Океанія) : навч. посіб. — Л. : ЛНУ ім. Івана Франка, 2013. — 368 с. — ISBN 978-617-10-0007-0.
- Юрківський В. М. Регіональна економічна і соціальна географія. Зарубіжні країни : Підручник. — К. : Либідь, 2001. — 416 с. — ISBN 966-06-0092-5.

### Англійською
- (англ.) Modern Transport Geography / Hoyle, B. and R. Knowles (eds). — Second Edition,. — London : Wiley, 1998.
- (англ.) Rodrigue, J-P. The Geography of Transport Systems. — Fourth Edition. — N. Y. : Routledge, 2017. — 440 с. — ISBN 978-1138669574.
- (англ.) Taaffe E. J., Gauthier H. L. and O'Kelly M. E. Geography of transportation. — Second Edition. — N. Y. : Prentice Hall, 1996. — ISBN 0-13-368572-1.
- (англ.) Black, W. Transportation: A Geographical Analysis. — N. Y. : Guilford, 2003.

### Російською
- (рос.) Максаковский В. П. Географическая картина мира. Книга I: Общая характеристика мира. — М. : Дрофа, 2008. — 495 с. — ISBN 978-5-358-05275-8.
- (рос.) Максаковский В. П. Географическая картина мира. Книга II: Региональная характеристика мира. — М. : Дрофа, 2009. — 480 с. — ISBN 978-5-358-06280-1.
- (рос.) Физико-географический атлас мира. — М. : Академия наук СССР и главное управление геодезии и картографии ГГК СССР, 1964. — 298 с.
- (рос.) Шаповал Н. С. Транспортная география и транспортные системы мира : учебное пособие. — К. : Центр учбової літератури, 2006. — 188 с. — ISBN 000-0000-00-4.
- (рос.) Экономическая, социальная и политическая география мира. Регионы и страны / под ред. С. Б. Лаврова, Н. В. Каледина. — М. : Гардарики, 2002. — 928 с. — ISBN 5-8297-0039-5.
- (рос.) Энциклопедия стран мира / глав. ред. Н. А. Симония. — М. : НПО «Экономика» РАН, отделение общественных наук, 2004. — 1319 с. — ISBN 5-282-02318-0.